# Peter Grünler
Peter Philipp Carl Fredrik Johan Grünler, född 16 september 1928 i Berlin, död 13 april 2013, var en svensk jurist som var lagman i Ludvika tingsrätt från 1987 till 1993.
Grünler blev juris kandidat vid Stockholms högskola 1954 och genomförde tingstjänstgöring 1954–1957 innan han blev fiskal vid Svea hovrätt 1958. Han var från 1968 rådman i Västerbergslags domsagas tingslag, senare (1971–1987) i Ludvika tingsrätt, där han var lagman 1987–1993.
Grünler var son till ingenjören Philipp Grünler och hans maka ämnesläraren Margareta, född Silfverhielm. Han var gift från 1959 med Annika, adjunkt, född Sahlin 1935.